# دی-ویو تو
دی-ویو تو (به انگلیسی: D-Wave Two) دومین رایانهٔ تجاری قابل دسترس کوانتومی و دنبالهٔ بعدی رایانهٔ کوانتومی دی-ویو وان است. هر دو رایانه توسط شرکت دی-ویو سیستمز توسعه داده شده‌اند.

## پیوندهای وابسته
- رایانه بزرگ
- ابررایانه